# 相模新駅
相模新駅（さがみしんえき）は、神奈川県及び相模原市、平塚市、藤沢市、茅ヶ崎市、厚木市、伊勢原市、海老名市、座間市、綾瀬市、高座郡寒川町の9市1町と県内の関係団体が構成する「神奈川県東海道新幹線新駅設置促進期成同盟会」が、東海道新幹線の小田原駅 - 新横浜駅間の高座郡寒川町倉見地区に設置を要請している鉄道駅である。
新幹線の誘致地区である寒川町倉見地区と相模川を挟んだ対岸の平塚市大神地区に、両地区を新たな橋で結んで環境共生モデル都市を目指す「ツインシティ構想」が存在する。
「相模新駅」はかつて相模川西側（湘南方面）の3市と経済団体が構成する「新幹線新駅仮称相模新駅新設促進協議会」が使用していた仮称で、相模川東側（相模方面）の9市町が構成する「東海道新幹線湘南新駅設置促進協議会」は「湘南新駅（しょうなんしんえき）」の仮称で誘致活動を行っていた。東西の両協議会が統一された以降は、単に「東海道新幹線新駅」と呼ばれる。誘致地区の決定後は高座郡寒川町などで「倉見新駅（くらみしんえき）」の呼称も用いられる。

## 経緯
東海道新幹線の新横浜駅 - 小田原駅間は、駅間距離が51.2キロメートル (km) と米原駅 - 京都駅間の68.1kmに次いで東海道新幹線の中で2番目に長い。県央部は土地が開発されて人口が増加し、周辺の自治体で新駅の要望が高まった。1975年に相模川西側の3市（平塚市、厚木市、伊勢原市）と経済団体で構成される「東海道新幹線仮称相模新駅協議会」（以下「相模新駅協議会」）が設立され、誘致活動を行った。次第に周辺でも新駅の設置要望が高まり、特に鉄道駅がない綾瀬市などで新駅設置の要望が高まり、実際に新幹線が通過する大和市、藤沢市、綾瀬市、海老名市、高座郡寒川町以外の周辺の自治体でも新駅設置の要望が高まった。1990年代頃からリニア中央新幹線の実現性が高まり、東海道新幹線は将来に通勤路線化の予測が喧伝されると、1991年に相模川東側の9市町（鎌倉市、藤沢市、茅ヶ崎市、相模原市、大和市、海老名市、座間市、綾瀬市、高座郡寒川町）で構成される「東海道新幹線湘南新駅設置促進協議会」（以下「湘南新駅協議会」）が設立され、「相模新駅協議会」と別に誘致活動を開始し、相模川の東西で「相模新駅協議会」と「湘南新駅協議会」がそれぞれ並存した。1996年に綱引き状態にあった東西の両協議会を統一し、新たに「神奈川県東海道新幹線新駅設置促進期成同盟会」（以下「期成同盟会」）を設立して誘致活動を開始した。当初は新駅の誘致地区に大和市の高座渋谷駅付近なども挙げられていたが、最終的に以下の3の地区に絞られた。
- 綾瀬市落合地区
  - （←小田原駅まで約32km - 新横浜駅まで約19km→）
  - 予測乗降客数（当時）
    - 6,000人/日 - 11,000人/日

  - 地形
    - 谷戸と丘陵部が入り組んだ形態

  - 新幹線構造
    - 盛土及び切土構造

  - 整備費用等（当時）
    - 約200億円

  - 地区へのアクセス
    - 神奈川県道42号藤沢座間厚木線
- 寒川町倉見地区
  - （←小田原駅まで約26km - 新横浜駅まで約25km→）
  - 予測乗降客数（当時）
    - 14,000人/日 - 19,000人/日

  - 地形
    - 平坦で市街地が形成

  - 新幹線構造
    - 高架及び盛土構造

  - 整備費用等（当時）
    - 約250億円

  - 地区へのアクセス
    - JR相模線
    - 神奈川県道46号相模原茅ヶ崎線
- 平塚市大神地区
  - （←小田原駅まで約23km - 新横浜駅まで約28km→）
  - 予測乗降客数（当時）
    - 10,000人/日 - 15,000人/日

  - 地形
    - 平坦で農業的利用が多い

  - 新幹線構造
    - 盛土構造

  - 整備費用等（当時）
    - 190億円

  - 地区へのアクセス
    - 国道129号

最終的に鉄道面でのアクセスなどを考慮した結果、寒川町倉見地区に誘致する方針を決定した。2002年に、新駅誘致地区の寒川町倉見地区と相模川を挟んだ対岸の平塚市大神地区を新たな橋で結び、環境共生モデル都市を目指す「ツインシティ整備計画」を策定した。現在「期成同盟会」は毎年総会を開催し、神奈川県「リニア中央新幹線建設促進期成同盟会」と「相模線複線化等期成同盟会」とそれぞれ連携し、JR東海などに新駅の設置を要望している。

## 沿革
- 1975年（昭和50年）
  - 相模川以西の平塚市、厚木市、伊勢原市と経済団体が「東海道新幹線仮称相模新駅新設促進協議会」を設立する。
- 1991年（平成3年）
  - 相模川以東の鎌倉市、藤沢市、茅ヶ崎市、相模原市、大和市、海老名市、座間市、綾瀬市、高座郡寒川町が「東海道新幹線湘南新駅設置促進協議会」を設立する。
- 1996年（平成8年）
  - 相模川東西の協議会を統一し「神奈川県東海道新幹線新駅設置促進期成同盟会」を設立する。鎌倉市は期成時に、大和市は2003年にそれぞれ脱退する。
- 1997年（平成9年）
  - 新駅の誘致地区を高座郡寒川町倉見に決定する。
- 2002年（平成14年）
  - 期成同盟会と県が「ツインシティ整備計画」を策定する。
- 2004年（平成16年）
  - 高座郡寒川町の自治会や生産組合、商店会など地域団体の構成員が中心となって「東海道新幹線（仮称）倉見新駅促進協議会」を設立する[1]。
- 2008年（平成20年）
  - 「新幹線新駅に伴う経済効果推計調査結果」を公表する。

## 経済効果
2007年度に神奈川県が浜銀総合研究所に委託した「新幹線新駅設置に伴う経済効果推計結果」が2008年に公表された。

### 新駅利用者数
- 開業時
  - 約11,100人/日
- 開業10年後
  - 約13,500人/日 - 約14,200人/日

利用者は小田原駅を上回り1日あたり1万人以上。

### 直接効果
便益として発生する、新駅利用者による時間短縮効果を推計した。
- 開業時
  - 約47億円/年
- 開業10年後
  - 約61億円/年 - 約68億円/年

### 間接効果（経済波及効果）
都市圏域における人口、従業者数、観光客数、それぞれの増加分推計値から、建設効果、消費効果、操業効果からなる「経済波及効果」を推計した。都市圏域における税収効果も推計した。

#### 人口等
- 人口
  - 開業10年後
    - 約54,800人増加

「期成同盟会」の9市1町は戦後、住宅化・工業化が進展し東京都心のベッドタウンとして発展した。交通の便が良く、現在も人口が増加傾向で、2010年に相模原市は政令指定都市に移行し、藤沢市は2012年に人口が40万人を越え、横浜市、川崎市、相模原市に続き県内第4位となった。高座郡寒川町は神奈川県内の町で最も人口が多く、神奈川県内の三浦市、南足柄市よりも多い。9市1町の人口は約230万人で、県西部でそれら以外の小田原市、秦野市、南足柄市、中郡、愛甲郡、足柄上郡、足柄下郡を合計した約60万人を上回る。開業10年後に高位約9万3500人、中央値約5万4800人、低位約1万6200人が増加すると予測した。
- 従業者数
  - 開業10年後
    - 約38,700人増加
- 観光客数
  - 開業10年後
    - 年間約390,000人増加

誘致する寒川町倉見地区周辺の、鎌倉、江の島、大山、湘南エリアなど著名な観光地へアクセスが大幅に向上し、観光客数は開業10年後に年間約39万人増加すると予測した。

#### 経済波及効果
- 建設効果
  - 開業10年後
    - 累計約6,300億円
- 消費効果
  - 開業10年後
    - 年間約700億円
- 操業効果
  - 開業10年後
    - 年間約2,400億円

#### 税収効果
- 建設効果による税収増加
  - 開業10年後
    - 年間約135億円
- 消費・操業効果による税収効増加
  - 開業10年後
    - 年間約74億円
- 固定資産税増加
  - 年間約58億円

上記予測結果に基づき、新駅設置で一定の経済効果が見込まれるとした。

## 展望

### 新幹線新駅
JR東海は「リニア中央新幹線が開業し、東海道新幹線のダイヤ構成余裕が生まれれば、新駅設置の余地が高まる」としているが、寒川町倉見地区に新駅建設を検討していると2010年に報道された。東海道新幹線は将来、旅客輸送の一部をリニア中央新幹線へ移行して分担を明確化し、新規の沿線利用客を増加させて利用客の減少を低減するためと目される。しかしリニア中央新幹線は諸々の問題から開業が当初予定の2027年よりも大幅に遅れる予定となっており、相模新駅が具体的にどうなるのかは未だ不透明である。

### 相鉄いずみ野線延伸
相鉄いずみ野線の延伸計画は、2016年の交通政策審議会答申第198号で、2030年までに整備すべき24路線に、相鉄いずみ野線湘南台 - 倉見間8kmの延伸を挙げた。2010年度に神奈川県、藤沢市、相模鉄道、慶應義塾大学の4者が「いずみ野線延伸の実現に向けた検討会」を設置し、湘南台から慶應義塾大学湘南藤沢キャンパスまでの約3.3kmを第1区間として先行整備を計画している。